# 習志野市立袖ケ浦西小学校
習志野市立袖ケ浦西小学校（ならしのしりつ そでがうらにししょうがっこう）は、千葉県習志野市袖ケ浦一丁目にある公立小学校。日本で唯一鹿を飼っている学校。通称は「袖西」、「袖西小」、「西小」。習志野市内で唯一「西」が名称に含まれる学校である。

## 沿革

### 開校～1999年度
- 1967年1月 - 新築工事着工。
- 1967年6月 - 習志野市立袖ケ浦西小学校として名称が決まる。
- 1967年7月 - 児童受け入れ開始、児童数74人で始まる。
- 1968年9月 - 鹿の飼育を始める（雄鹿、名前は「太郎」）、後に、鶏や兎など動物の種類が増える。
- 1968年11月 - 校歌制定（斉藤信夫作詞、平岡照章作曲）
- 1969年4月 - 習志野市立袖ケ浦東小学校の新設創設に伴い分離する。
- 1971年1月 - 谷津遊園から雌鹿「花子」が来る。
- 1971年3月 - 鹿小屋が完成し、「鹿入手及び鹿小屋完成を祝う会」を行う。
- 1971年6月 - D棟（8教室分）の校舎を増築する。
- 1973年5月 - E棟（8教室分）の校舎を増築する。
- 1973年8月 - 体育館が完成する。
- 1973年10月 - 習志野市立実籾小学校と鹿野山少年自然の家に鹿を贈る。
- 1974年11月 - 市内ポートポール大会で6年生男子が優勝する。
- 1975年2月 - 市内サッカー大会で6年生が優勝する。
- 1976年5月 - 児童数1,388人でピークに達する。以降減少し、2023年4月現在、およそ14%の190人程度となっている。
- 1977年2月 - 市内サッカー大会で6年生が優勝する。
- 1977年9月 - 尾久鹿「太郎号」が亡くなる。
- 1977年11月 - 市内ポートポール大会で5年生女子が優勝する。
- 1978年2月 - 市内サッカー大会で5年生が優勝する。
- 1978年3月 - 尾久鹿「太郎号」の剥製が完成する。この剥製は修復をされながら現在も本校特別校舎にて展示されている。
- 1978年3月 - 開校10周年記念として植樹つげ、観察池完成。
- 1978年11月 - 市内ミニバスケットボール大会で6年生女子が優勝する。
- 1979年2月 - 市内サッカー大会で5・6年生が優勝する。
- 1979年11月 - 市内ポートポール・ミニバスケットボール大会で6年生女子、5年生男子・女子が優勝する。
- 1980年11月 - 市内ミニバスケットボール大会で6年生女子が優勝する。
- 1981年7月 - 体育館床改修工事を行う。
- 1981年8月 - 正門の近くに、土俵が造られる。
- 1981年11月 - 市内ミニバスケットボール大会で女子が優勝する。
- 1982年1月 - 体育館屋根塗装工事を行う。
- 1982年2月 - 市内サッカー大会で優勝する。
- 1982年11月 - 市内ミニバスケットボール大会で男子・女子ともに優勝する。
- 1983年1月 - 昭和57年度安全教育優良校を受賞する。
- 1983年11月 - 市内ミニバスケットボール大会で男子が優勝する。
- 1984年11月 - 市内ミニバスケットボール大会で男子が優勝する。
- 1985年1月 - 千葉県ミニバスケットボール大会で優勝する。
- 1985年1月 - 市内サッカー大会で優勝する。
- 1985年10月 - 市内サッカー大会で優勝する。
- 1986年1月 - 市内ミニバスケットボール大会で男子・女子ともに優勝する。
- 1986年7月 - プールが完成し「プール開設記念式」を行う。
- 1986年9月 - F棟2・3階（図書室・図工室）の改装工事が完了する。
- 1986年10月 - 「創立20周年記念式典」を行う。
- 1988年4月 - アスレチック遊具が完成する。
- 1988年5月 - 児童数が1,000人を下回る。
- 1989年8月 - A棟・B棟・C棟・D棟の窓枠改修工事が完了する。
- 1989年8月 - 運動場全面ダスト整備が完了する。
- 1989年10月 - 市内サッカー大会で優勝する。
- 1990年8月 - 鹿小屋の改修工事が完了する。
- 1990年9月 - 日本動物愛護協会より動物愛護功労校として受賞する。
- 1990年10月 - B棟・C棟・D棟・E棟の大規模改修工事（外壁塗装工事）が完了する。
- 1991年1月 - 市内ミニバスケットボール大会で男子が優勝する。
- 1991年5月 - 市内陸上大会で総合優勝、女子が優勝する。
- 1991年8月 - A棟・F棟の大規模改修工事（外壁塗装工事）が完了する。
- 1991年10月 - 市内サッカー大会で優勝する。
- 1992年2月 - 市内ミニバスケットボール大会で女子が優勝する。
- 1992年2月 - 防球ネット工事が完了する。
- 1992年5月 - 市内陸上大会で総合優勝、男子が優勝する。
- 1992年5月 - B棟・C棟の大規模改修工事（内部改造工事）及びF棟コンピュータ室工事が完了する。
- 1992年9月 - 「鹿小屋の完成を祝う会」を行う。
- 1993年4月 - 習志野市教育委員会指定 情報教育指定。（1995年度まで）
- 1993年8月 - D棟・E棟の大規模改修工事（内部改造工事）及びF棟の内部改造工事（冷暖房設置）が完了する。
- 1993年9月 - 体育館床改修工事（板張り工事）が完了する。
- 1994年3月 - 体育館緞帳新設取付工事が完了する。
- 1994年12月 - F棟コンピュータ室のコンピュータ21台を入れ替える。
- 1995年3月 - 体育館中幕・霞幕・見切幕新設取付工事が完了する。
- 1995年5月 - 市内陸上大会で総合優勝。
- 1995年10月 - 給食室に給湯器を設置する。
- 1995年12月 - 市内女子ミニバスケットボール大会で女子が優勝する。
- 1996年5月 - 児童数が500人を下回る。
- 1996年7月 - 読売教育賞優秀賞を受賞する。
- 1996年11月 - 教育功労者賞を受賞する。
- 1996年11月 - 「創立30周年記念式典」を行う。
- 1997年6月 - 尾久鹿「太郎号」剥製の修復が完了する。
- 1997年10月 - 富士市「めひの野園」へ鹿を贈る。
- 1998年11月 - 市内サッカー大会で優勝する。
- 1998年12月 - 香取神宮から雄鹿「じんぐう」が来る。
- 1999年11月 - 市内ミニバスケットボール大会で準優勝、サッカー大会で優勝する。

### 2000年度～現在
- 2000年11月 - 市内サッカー大会で準優勝。
- 2000年12月 - うさぎ小屋が鉄骨破損のために解体される。
- 2001年4月 - うさぎ小屋が新築完成する。
- 2001年10月 - 香取神宮と東京都江戸川区大杉神明幼稚園に鹿を贈る。
- 2001年11月 - 市内サッカー大会で第3位になる。
- 2002年8月 - 全国小学校陸上大会で走り幅跳びで優勝する。
- 2002年11月 - 市内サッカー大会で準優勝。
- 2002年11月 - ドコモミュージアム学校賞 特別授業が行われる。
- 2003年2月 - 女子サッカー大会で優勝する。
- 2003年11月 - 市内ミニバスケットボール大会で優勝、市内サッカー大会で準優勝。
- 2004年2月 - 女子サッカー大会で優勝する。
- 2004年7月 - 習志野市の市政50周年記念、航空写真撮影が行われる。
- 2004年11月 - 市内サッカー大会で準優勝。
- 2005年2月 - 女子サッカー大会で優勝する。
- 2006年3月 - 東門の改修工事が完了する。
- 2006年6月 - 普通教室・音楽室・図書室に扇風機が設置される。
- 2006年7月 - 理科室の実験机の改修工事が完了する。
- 2006年8月 - 総合遊具（通称：袖西ジャングル）が設置される。
- 2006年11月 - 体育館暗幕取付工事、中央校舎の外壁塗装工事が完了する。
- 2006年12月 - 「創立40周年記念事業」が行われる。
- 2007年2月 - 監察医家の補修工事が完了する。
- 2007年3月 - 特別支援教室の床改修工事が完了する。
- 2007年4月 - 文部科学省指定小学校外国語活動実践拠点校に指定される。
- 2007年4月 - ジャングルジムが設置される。
- 2007年11月 - 体育館の外壁補修工事が完了する。
- 2008年4月 - 文部科学省指定小学校外国語活動拠点校に指定される。
- 2009年4月 - 文部科学省指定小学校外国語活動実践研究校に指定される。
- 2010年4月 - 文部科学省指定小学校外国語活動実践研究校に指定される。
- 2010年7月 - 香取神宮から雌鹿2頭「ルル」「ララ」が来る。
- 2011年2月 - 体育館の耐震・改修工事が完了する。偶然東日本大震災の直前に完了した。
- 2011年3月 - 東日本大震災が発生し本校所在の袖ケ浦でも多大な被害を受ける。本校体育館も避難所として開放された。
- 2012年2月 - 雌鹿「ルル」「ララ」が相次いで亡くなる。
- 2012年10月 - 校舎耐震・改修工事が完了する。
- 2012年10月 - 香取神宮から雌鹿2頭「リリ」「モモ」が来る。
- 2013年2月 - 雄鹿「じんぐう」が亡くなる。
- 2013年5月 - 児童数が300人を下回る。
- 2014年10月 - 千葉県教育奨励賞及び千葉県教育功労者表彰（防災教育）が行われる。
- 2010年代後半、児童数が230人程度になった頃から習志野市の小規模特認校に指定され、市内全域からの通学が可能になる。
- 2016年夏～冬 - A棟の大規模改修工事が行われる。これに伴い、A棟の特別教室や校長室等が大規模改修工事終了までD棟・F棟へ移動となった。
- 2017年1月 - 2016年度の創立50周年記念式典を行う。
- 2017年夏 - D棟・E棟の大規模改修工事が行われる。
- 2018年夏～冬 - B棟・C棟・F棟の大規模改修工事が行われる。これに伴い、習志野市役所児童育成課袖ケ浦西児童会の学童室が一時的にE棟へ移動となった。
- 2019年11月 - 雌鹿「リリ」が老衰で亡くなる。2023年4月現在、本校で飼育している鹿は雌鹿「モモ」のみとなっている。
- 2020年2月 - 新型コロナウィルス感染症（COVID-19）感染拡大防止のための緊急事態宣言での全国一斉休校により本校も2020年5月いっぱいまで休校となる。
- 2020年4月 - 新型コロナウィルス感染症（COVID-19）対策で入学式が中止となり、6月に代替行事「入学を祝う会」が行われる。
- 2021年5月 - 児童数が200人を下回る。
- 2022年3月 - 2021年度末をもって、本校北校舎に併設されていた習志野市役所児童育成課袖ケ浦西児童会が株式会社セリオに移管され、2022年度より放課後児童会と放課後子供教室が運営される。
- 2022年4月 - 児童数が190人を下回る。
- 2023年2月 - 金管クラブが全国小学校管楽器合奏フェスティバル東日本大会に出場する。
- 2023年4月 - 児童数190人。
- 2023年10月 - 金管クラブが千葉県合奏フェスティバルに出場し、金賞を受賞する。
- 2025年4月 - 浦安市とともに千葉県内初となる「学びの多様化学校」が、本校の分教室として習志野市立第三中学校内に開室する。

## 所在地
〒275-0021
千葉県習志野市袖ケ浦一丁目1番1号

## 通学区・指定中学校
| 町名   | 丁目   | 番地           | 中学校               |
| ------ | ------ | -------------- | -------------------- |
| 袖ケ浦 | 一丁目 | 全域           | 習志野市立第三中学校 |
| 袖ケ浦 | 二丁目 | 5～7番         | 習志野市立第三中学校 |
| 袖ケ浦 | 三丁目 | 2～7番         | 習志野市立第三中学校 |
| 津田沼 | 六丁目 | 2～3番         | 習志野市立第三中学校 |
| 津田沼 | 七丁目 | 1～2・18番     | 習志野市立第三中学校 |
| 谷津   | 二丁目 | 1～2番         | 習志野市立第三中学校 |
| 谷津町 | 一丁目 | 国道14号線以南 | 習志野市立第三中学校 |

通学区は上記の通りだが、本校及び習志野市立袖ケ浦東小学校、習志野市立秋津小学校、習志野市立香澄小学校は習志野市の「小規模特認校」に指定されているため、市内全域からの通学が可能となっている。
なお、「小規模特認校」の制度を利用し本校及び前述の3小学校に通学する場合でも、中学校は居住地の指定中学校となる。
- 指定中学校は本校通学区全域で習志野市立第三中学校となる。

## 校舎配置
| 2F | 階段 | B棟へ | 多目的室 | 教室 | 教室 | 2F |
| 1F | 階段 | B棟へ | 教室     | 教室 | 教室 | 1F |
|    | C棟  |       |          |      |      |    |

| 4F | 階段 | 教室 | 教室 | 教室 | 教室 | 階段 | 4F   |            |      |        |        |    |
| 3F | 階段 | 教室 | 教室 | 教室 | 教室 | 階段 | 3F   |            |      |        |        |    |
| 2F | 階段 | 教室 | 教室 | 教室 | 教室 | 階段 | 階段 | A棟・C棟へ | 教室 | 図書室 | 図書室 | 2F |
| 1F | 階段 | 教室 | 教室 | 教室 | 教室 |      | 階段 | A棟・C棟へ | 教室 | 教室   | 教室   | 1F |
|    | E棟  | E棟  | E棟  | D棟  | D棟  | D棟  | B棟  | B棟        | B棟  | B棟    | B棟    |    |

| 2F | 音楽室 | 音楽室 | 理科室   | 理科室 | 階段 | B棟・F棟へ | 教室 | 教室 | 教室 | 2F |
| 1F | 諸教室 | 事務室 | ピロティ | 職員室 | 階段 | B棟へ      | 教室 | 教室 | 教室 | 1F |
|    | A棟    |        |          |        |      |            |      |      |      |    |

| 4F | 階段 | コンピュータ室 | コンピュータ室 | 教室  | 4F |
| 3F | 階段 | 図工室         | 図工室         | 教室  | 3F |
| 2F | 階段 | 視聴覚室       | 視聴覚室       | A棟へ | 2F |
| 1F | 階段 | 家庭科室       | 家庭科室       |       | 1F |
|    | F棟  |                |                |       |    |

本校の校舎は敷地の東側に縦に並ぶように4棟建っており特徴的である。

## 交通
鉄道各駅とは徒歩15～20分ほどと離れているものの、バス網が発達しておりアクセスは良好。

### 京成津田沼駅下車
- 京成電鉄京成本線、京成千葉線、京成松戸線（旧新京成線）
  - 徒歩15分もしくは京成バス利用

#### 京成バス
- 津41系統「袖ヶ浦浦団地行」、津46系統「幕張メッセ中央行」乗車
  - 2停目「袖ヶ浦団地入口」又は3停目「管理事務所」下車
  - 徒歩5分
- 津52系統「新習志野駅行」、津54系統「新習志野駅経由新都心営業所行」乗車
  - 3停目「袖ヶ浦西小正門」下車
  - 徒歩1分/※平日朝方のみ運行

### 津田沼駅・新津田沼駅下車
- JR東日本総武快速線、中央・総武線各駅停車・京成電鉄京成松戸線（旧新京成線）
  - 徒歩20～25分もしくは京成バス利用

#### 京成バス
- 8番乗り場　津41系統「袖ヶ浦浦団地行」、津46系統「幕張メッセ中央行」乗車
  - 5停目「袖ヶ浦団地入口」又は6停目「管理事務所」下車
  - 徒歩5分
- 7番乗り場　津51系統「新習志野駅行」、津53系統「新習志野駅経由新都心営業所行」乗車
  - 4停目「袖ヶ浦西小学校」下車
  - 正門まで徒歩3分
- 7番乗り場　津52系統「新習志野駅行」、津54系統「新習志野駅経由新都心営業所行」乗車
  - 6停目「袖ヶ浦西小正門」下車
  - 徒歩1分/※平日朝方のみ

### 新習志野駅下車
- JR東日本京葉線
  - 徒歩20分もしくは京成バス利用

#### 京成バス
- 2番乗り場　津46系統「津田沼駅行」乗車
  - 4停目「管理事務所」下車
  - 徒歩5分/※平日日中のみ
- 2番乗り場　津51系統、津53系統「津田沼駅行」乗車
  - 8停目「袖ヶ浦西小学校」下車
  - 正門まで徒歩3分
- 2番乗り場　津52系統、津54系統「津田沼駅行」乗車
  - 5停目「袖ヶ浦西小正門」下車
  - 徒歩1分/※平日夕方のみ

- 京成バス新都心営業所：路線図・運賃表
- 京成バスナビTop